# Ровње (Хумење)
Ровње (слч. Rovné) насељено је мјесто са административним статусом сеоске општине (слч. obec) у округу Хумење, у Прешовском крају, Словачка Република.

## Становништво
| Година:    | 1994. | 2004.   | 2014.   | 2024.   |
| ---------- | ----- | ------- | ------- | ------- |
| Број људи: | 490   | 472     | 446     | 462     |
| Разлика:   |       | -3,67 % | -5,50 % | +3,58 % |

| Година:    | 2023. | 2024.   |
| ---------- | ----- | ------- |
| Број људи: | 465   | 462     |
| Разлика:   |       | -0,64 % |

Према подацима о броју становника из 2024. године насеље је имало 462 становника.